# Operação Pipa
A Operação Carro-Pipa é um projeto criado pelo Governo Federal e que tem como nome oficial Programa Emergencial de Distribuição de Água. Seu objetivo principal é levar água para consumo humano nas áreas atingidas pela seca na região Nordeste, norte de Minas Gerais e Norte do Espírito Santo. O programa advém de uma Cooperação Técnica e Financeira entre os Ministérios da Integração Nacional (MI) e da Defesa (MD).
A operação envolve diversos órgãos, sendo eles municipais, estaduais e federais também. Ao nível do Governo Federal estão envolvidos o Ministério da Integração Nacional e o Ministério da Defesa, representando nesse caso pelo Exército Brasileiro. O Exército Brasileiro é responsável pela fiscalização e coordenação da distribuição da água nas áreas atingidas pela seca que atende 873 municípios nos estados de Alagoas, Bahia, Ceará, Espírito Santo, Minas Gerais, Paraíba,Pernambuco, Piauí, Rio Grande do Norte,Sergipe e Tocantins. Para que um município possa receber a operação PIPA é necessário que ele tenha decretado  situação de emergência ou  estado de calamidade pública, após isso a situação de anormalidade deverá ser reconhecida por seu Governo Estadual e pelo Ministério da Integração Nacional, deverá ser criada uma comissão que será responsável por indicar as prioridades de atendimento dentro do município, assim como fiscalizar a execução da ação em parceria com o Exército Brasileiro.	Essa comissão deverá ser constituída de um representante da prefeitura, um vereador da oposição, um vereador da situação,um membro da Igreja Católica, um representante da Igreja Evangélica,presidentes dos sindicatos e líderes comunitários.